# Rocky Blue
Rocky Blue es una personaje ficticio de la serie de TV Shake It Up, coprotagonista y mejor amiga de la actriz Bella Thorne (CeCe Jones). Por lo cual fue interpretada por la actriz y cantante Zendaya.
Además, de la serie principal y especiales, también apareció en un episodio crossover de la serie de Disney ¡Buena suerte, Charlie!.

## Biografía

### Inicios
Rocky (Rachel Oprah Blue) nació el 5 de agosto de 1992. Empezó a cantar reguetón con el grupo Boricua Selecta en 2007, junto con otros amigos del sector. Amiga cercana de la cantante colombiana Gaby BR, colaboró en la composición de varios de sus temas en su primera fase como solista y aparece en uno de los temas «La jinete». Es hermana de "Ty Blue".Ella es la hermana menor de Ty. Cuando CeCe y Rocky se conocieron por primera vez en una clase de técnica Vocal cuando tenían unos 5 años de edad, se convirtieron en mejores amigas y CeCe le dio el apodo de «Rocky», afirmando que era más fácil decir que es su nombre real.
En 2008, comenzó a tener problemas con el cantante Mac Dize, el cual había lanzado indirectas al exponente en la canción «Somos de barrio», con el que Rosado respondió con la canción «Hablemos claro», pero sus problemas no acabarían cuando a finales de ese mismo año, empezó a tener problemas con el cantante Eloy, lanzando la canción «Tiraera para Eloy», y posteriormente a esto, también comenzaría a tener problemas con el rapero Sanguinario La Pesadilla
En el año 2009, lanzó la canción «Chulería en pote» en colaboración Con su amiga Cece, está canción se presentó como el primer sencillo promocional del qué sería su primer álbum de estudio, el cual se lanzó el año siguiente.
El 29 de junio de 2010, En un inicio, cuando las mejores amigas de CeCe Jones y Rocky Blue se presentan a la audición en el espectáculo Shake It Up, Chicago!. Desafortunadamente, Ambas no pasa la audición. Después de presentarse en Heart This Music, Lograron crear el álbum "Talento del Bosque". Ambas, Contando con apenas Quince años de edad y Catorce años, lanzaron bajó los sellos discográficos Siente Music y Universal Music Latino, el disco alcanzó la posición número 50 en el Top Latin Albums y la posición número 6 en el Latin Rhythm Albums, contó con las colaboraciones artistas como Pao Reyes, Georgie Diaz, Julio Voltio, José Feliciano y Yandel, incluyó 14 canciones entre los qué destacan «Nene fichu», «Web cam», «Te irémos a buscar» y «Su hijo me gusta»

### Segundo album Dual
En 2011, aprovechando el impulso de su álbum debut, estrenaron su segundo álbum Las Reinas del nuevo milenio, un álbum de grandes éxitos que incluyó cinco canciones nuevas. Un año más tarde, regresaron con un sonido e imagen aún más fuerte. Antes del lanzamiento de su segundo álbum de estudio Las Reinas del nuevo milenio, aparecieron en el drama centralizado en el reguetón, «Feel the Noise», producido por Jennifer López y protagonizado por los cantantes de R&B Omarion, Melonie Díaz y Rosa Arredondo 
Cómo dúo han sido invitadas a actuar junto con varios cantantes de disco de platino como Camila en los Premios Billboard Latino 2010 y se unieron a Toby Love en el escenario en los Premios 2010 Premios Juventud. También fueron nominadas a dos Premios Grammy Latinos, en la categoría de Mejor Canción de Música Urbana por «Soy igual que tú», y en el Mejor Álbum de Música Urbana con «Talento del bosque».5 En octubre de 2012, se asociaron con Sony Puerto Rico para una campaña única dirigida a los estudiantes de secundaria, se pidió a las concursantes presentar una obra gráfica original inspirada en los populares reproductores Walkman. En Puerto Rico, se unieron a la campaña «Vota o Quédate Callao», fomentando la gente joven a votar a través de anuncios de servicio público. En ese mismo año, AT&T las escogió para protagonizar su campaña nacional llamada «Lejos pero cerca» junto a la actriz Roselyn Sánchez y el famoso jugador de baloncesto Carlos Arroyo.

### Cece Jones
CeCe es la mejor amiga de Rocky Blue. Es una chica muy segura de ella misma. Canta junto a Rocky en SU carrera Musical desde el 2009. CeCe tiene dislexia, pero lo afronta con seguridad. Ella vivía con su madre, que es policía, y su hermano menor Flynn en el mismo edificio en el que Rocky vivía, básicamente Vivian juntas. Sus padres están divorciados, y su padre está de viaje de negocios. Le gusta mucho estar a la moda. Discute a menudo con su hermano Flynn, aunque los dos se quieren. Detesta a Logan, y siempre discute con él (Logan es como su hermanastro).
Debutó en 2010 como integrante de 3 To The Mic con el nombre Divercece, el grupo estaba conformado por Cece Jones, Kate Kraner y Eazy Boom, con los que aparecieron por primera vez en la producción Oly Street Mafia '10 del productor DJ Josian en 2010 con la canción «Ya llegó» y en ese mismo año, aparecieron en la producción Little Girl From The Underground 3 con la canción «La melaza» así como también en la producción Carolina Live Concert con la canción «Champion», pero en 2007, aparecieron por última vez en la producción Da' Bomb del productor DJ Goldy con la canción «Baila mi reggae», en donde solamente aparecieron Kate y Cece, por lo que Eazy Boom abandonó el grupo anteriormente a esta canción, pero luego de dicho tema Cece optó por la misma opción y abandonó el grupo, dejando a Kate, la cual comenzaría su carrera musical con su compañera Bree en 2005 formando el dúo Kate & Bree.
Durante este lapso de tiempo, también estuvo envuelta en varios trabajos, ya que la música no le daba el suficiente dinero para continuar sus sueños musicales, por lo que también decidió abandonar la música y seguir con otras cosas, por lo que no fue hasta 2010 donde se contactó con sus viejas amigas Kate & Bree, las cuales la introdujeron nuevamente en la música, incorporándola en la producción Grayskull 2: No Es Fácil con la canción «Ahora es que es», en donde curiosamente Rocky hace los coros

## Personalidad
Es una chica amable, inteligente, le encanta el colegio y no soporta llegar tarde. Es la mejor amiga de CeCe Jones. Es muy estudiosa y su corazón pertenece a la danza. Ella es vegetariana, y defensora de los animales. Gracias a los planes de CeCe siempre se meten en problemas. Ella es la hermana menor de Ty. Cuando CeCe y Rocky se conocieron por primera vez en una clase de ballet cuando tenían unos 5 años de edad, se convirtieron en mejores amigas y CeCe le dio el apodo de «Rocky», afirmando que era más fácil decir que es su nombre real. Su padre es un médico sin fonteras. En un episodio se puede ver que ella es cristiana y en un episodio se mencionada que es fan de la cantante Miley Cyrus.